# Luçon
Luçon (wym. [lysõ]) – miejscowość i gmina we Francji, w regionie Kraj Loary, w departamencie Wandea.
Według danych na rok 1990 gminę zamieszkiwało 9 099 osób, a gęstość zaludnienia wynosiła 289 osób/km² (wśród 1504 gmin Kraju Loary Luçon plasuje się na 38. miejscu pod względem liczby ludności, natomiast pod względem powierzchni na miejscu 264.).
Biskupem Luçon był w latach 1606–1623 późniejszy kardynał Armand Jean Richelieu.